# 펄리시티 허프먼
펄리시티 켄들 허프먼(영어: Felicity Kendall Huffman, 1962년 12월 9일 ~ )은 미국의 배우이다.

## 출연 작품

### 영화
- 행운의 반전 (1990)
- 매그놀리아 (1999)
- 트랜스아메리카 (2005)
- 조지아 룰 (2007)
- 더 매니저 (2013, Trust Me) - 애그니스 역
- 러덜리스 (2014) - 에밀리 역
- 빅 게임 (2014)
- 케이크 (2014) - 애넷 역
- 스틸링 카스 (2015, Stealing Cars)
- Krystal (2017)
- 아더후드 (2019)

### 텔레비전
- 위기의 주부들 (2004-12)
- 아메리칸 크라임 (2015-17)
- 그들이 우리를 바라볼 때 (2019)
- 굿 닥터 (2023)
- 크리미널 마인드: 에볼루션 (2024)